# Kolbotn IL
Kolbotn Idrettslag ist ein norwegischer Sportverein aus dem Ort Kolbotn in der Kommune Nordre Follo in Akershus. Die Kommune grenzt nördlich an der Landeshauptstadt Oslo.
Der Verein entstand 1945 aus einer Fusion der Vereine Kolbotn Idrettsklubb, Kolbotn Arbeideridrettslag und Kolbotn Skøyteklubb.

## Geschichte
1915 wurde der Kullebunden Idrætsklub gegründet. Normand Nilsen war der erste Vorsitzende. Später änderte der Verein seinen Namen in Kolbotn Idrettsklubb (KIK). Im Jahre 1924 gründete sich der Kolbotn Arbeideridrettslag (Kolbotn AIL). Zehn Jahre später spalteten sich die Eisschnellläufer ab und gründeten den Verein Kolbotn Skøyteklubb. 1945 fusionierten die drei Vereine und Kolbotn IL wurde gegründet. Seit 1960 wird jede Abteilung als semi-autonomer Verein geführt. 1985 schloss sich der Hellerasten Volleyball Klubb Kolbotn IL an.

## Frauenfußball
Die Frauenfußball-Abteilung von Kolbotn IL gehörte zu den stärksten Mannschaften Norwegens und in Europa. 1994 gelang der Aufstieg in die Toppserien, der höchsten Spielklasse. 2002, 2005 und 2006 konnte die norwegische Meisterschaft errungen werden. 2004 erreichte Kolbotn IL das Viertelfinale des UEFA Women’s Cup. Im nationalen Pokal stand Kolbotn bisher dreimal im Endspiel. 1998 verlor man das Finale gegen Trondheims-Ørn SK mit 4:0. 2003 blamierte man sich im Finale durch eine 2:1-Niederlage gegen den Zweitligisten Medkila IL. Erst 2007 konnte die Mannschaft nach einem 4:2-Sieg über Asker FK den Pokal gewinnen.
Bis zum Abstieg 2022 spielte das Team durchgängig in der Toppserie; die sofortige Rückkehr gelang jedoch 2023.
Zu den bekanntesten Spielerinnen zählen die norwegischen Nationalspielerinnen Solveig Gulbrandsen, Ingvild Stensland, Trine Rønning, Bente Nordby und Isabell Herlovsen.

## Weitere Abteilungen
Die Ringer-Abteilung hatte in den 1940er, 1980er und 1990er Jahren ihre Blütezeit. Erfolgreichster Akteur war Jon Rønningen, der zwei olympische Goldmedaillen gewann. Die Handball-Abteilung konnte 1983 und 1984 zwei Meisterschaften erringen. Die Volleyballer von Kolbotn IL wurden 1992 norwegischer Meister.

## Dies und Das
Der berühmte Polarforscher Roald Amundsen ist seit 1924 Ehrenmitglied von Kolbotn IL.